# Pottsiellidae
Pottsiellidae is een monotypische familie van mosdiertjes (Bryozoa) uit de orde van de Ctenostomatida.  De wetenschappelijke naam ervan is in 1940 voor het eerst geldig gepubliceerd door Braem.

## Geslacht
- Pottsiella Kraepelin, 1887